# Westmont, Illinois
Westmont là một làng thuộc quận DuPage, tiểu bang Illinois, Hoa Kỳ. Năm 2010, dân số của làng này là 24685 người.

## Dân số
Dân số qua các năm:
- Năm 2000: 24554 người.
- Năm 2010: 24685 người.